# HV VELO
VENÉCO VELO is een Handbalvereniging uit het Zuid-Hollandse Wateringen, in het Westland.

## Geschiedenis
Handbalvereniging VELO is opgericht op 15 juni 1949. De handbalvereniging is begonnen onder de naam O.N.A. (Ontspanning na Arbeid) en komt voort uit de gelijknamige gymnastiekvereniging. Er wordt gespeeld volgens het 11-handbal (=11 spelers). Alleen meisjes ouder dan 16 jaar mogen op dat moment lid worden van de handbalvereniging. Op 29 december 1951 wordt besloten om zich aan te sluiten bij de vereniging VELO.
Op 23 oktober 1954 wordt het clubgebouw op het VELO-complex aan de Harry Hoekstraat geopend. De herenafdeling wordt opgericht op 29 april 1954. De dames- en herenafdeling handbal worden op 30 juli 1957 samengevoegd tot één afdeling handbal. Ook beide besturen worden hiermee samengevoegd. Vanaf het seizoen 1963-1964 wordt het voor het eerst ook mogelijk voor meisjes vanaf 10 jaar om te handballen. Begin jaren 70 wordt de sportfederatie VELO opgericht. Hierin werken de afdelingen voetbal, handbal, judo en badminton samen. Hierdoor wordt de afdeling handbal een zelfstandige vereniging. Vanaf 31 maart 1971 krijgt handbal een eigen statuut en een eigen huishoudelijk reglement. Eind oktober 1972 is de officiële opening van het complex aan de Noordweg.
In het seizoen 1972-1973 wordt besloten om over te gaan op het 7-handbal, ook wel het klein-veldhandbal genaamd. Doordat al veel verenigingen hierop zijn overgegaan verdwijnt het 11-handbal langzamerhand. Hierdoor is wel de noodzaak ontstaan voor verharde buitenvelden. Deze zijn bij de start van het veldseizoen 1974-1975 gereed.
Anno 2018 is VELO een sportvereniging die niet meer weg te denken is uit Wateringen. De afdeling handbal is uitgegroeid tot een club met maar liefst 37 teams, waarvan enkele heren/jongens teams.

## Resutaten
- 2013 6e
Tweede divisie B
- 2014
- 2015 12e
Eerste divisie
- 2016 14e
Eerste divisie
- 2017 4e
Tweede divisie B
- 2018 3e
Tweede divisie B
- 2019 1e
Tweede divisie B
- 2020 11e
Eerste divisie
- 2021
Eerste divisie
- 2022 3e
Eerste divisie
- 2023 4e
Eredivisie
- 2024 4e
Eredivisie

- Eredivisie
- Eerste divisie
- Tweede divisie